# Robbrechtia
Robbrechtia är ett släkte av måreväxter. Robbrechtia ingår i familjen måreväxter.
Kladogram enligt Catalogue of Life:
| Robbrechtia | \| \| Robbrechtia grandifolia \| \| \| \| \| \| Robbrechtia milleri \| \| \| \| |
|             | \| \| Robbrechtia grandifolia \| \| \| \| \| \| Robbrechtia milleri \| \| \| \| |
|             | Robbrechtia grandifolia                                                         |
|             |                                                                                 |
|             | Robbrechtia milleri                                                             |
|             |                                                                                 |